# Los Escambrons (Riba-roja d'Ebre)
Los Escambrons és una muntanya de 371 metres que es troba entre el municipi de Riba-roja d'Ebre, a la comarca catalana de la Ribera d'Ebre, i el de Faió (administrativament al Baix Aragó-Casp i històricament al Matarranya).